# ام‌وی ایگ
ام‌وی ایگ (به انگلیسی: MV Eigg) یک کشتی است که طول آن ۲۲٫۵ متر (۷۳٫۸ فوت) می‌باشد. این کشتی در سال ۱۹۷۴ ساخته شد.